# Klanc
Klanc je naselje v Občini Dobrna.

## Prebivalstvo
Etnična sestava 1991:
- Slovenci: 318 (96,1 %)
- Jugoslovani: 4 (1,2 %)
- Nemci: 1
- Neznano: 8 (2,4 %)